# Makonaima lucifera
Makonaima lucifera är en insektsart som först beskrevs av Jacobi 1908.  Makonaima lucifera ingår i släktet Makonaima och familjen spottstritar. Inga underarter finns listade i Catalogue of Life.